# Hnutí Brontosaurus
Hnutí Brontosaurus je český spolek, jehož kořeny sahají do roku 1974. Působí v oblasti ochrany přírody, práce s mládeží a zážitkové pedagogiky, pořádá pravidelné akce a tábory (pod názvem Prázdniny s Brontosaurem) zejména pro studenty, ale i pro mladší děti či rodiče s dětmi. Má zhruba 1 000–1 500 členů a zhruba 40 základních článků.
Kancelář Hnutí Brontosaurus sídlí v Brně, jednotlivé základní články (ZČ HB) působí po celé republice.
Krom klasických základních článků existují i Brontosauří dětské oddíly (BRĎO) a Regionální centra (v současné době v Jeseníku, Praze a Podluží).

## Poslání a cíle
Poslání Hnutí Brontosaurus vystihuje motto organizace: „Chceme svět, ve kterém lidé nejsou lhostejní ke svému okolí, respektují a ctí přírodu a kulturní bohatství a společně o ně pečují“.

### Programové cíle Hnutí Brontosaurus
- Vychovávat sebe i druhé prací, vlastním příkladem, hrou i bezprostředním kontaktem s přírodou k zodpovědnému přístupu k životu a planetě.
- Chránit přírodu a hledat cesty k souladu mezi ní a člověkem.
- Pečovat o kulturní a historické dědictví a rozvíjet jeho odkaz dnešku.
- Zajímat se o problémy společnosti a s ohledem na dlouhodobá hlediska a názory druhých lidí hledat jejich řešení.
- Podporovat zdravé snahy usilující o odklon od konzumního způsobu života.
- Dávat si navzájem radost.
- V tomto duchu pořádat nápadité pracovní a zážitkové akce.
- Pomáhat zejména mladým lidem vytvářet kolektivy umožňující pocit sounáležitosti, uznání a seberealizace.

## Historie

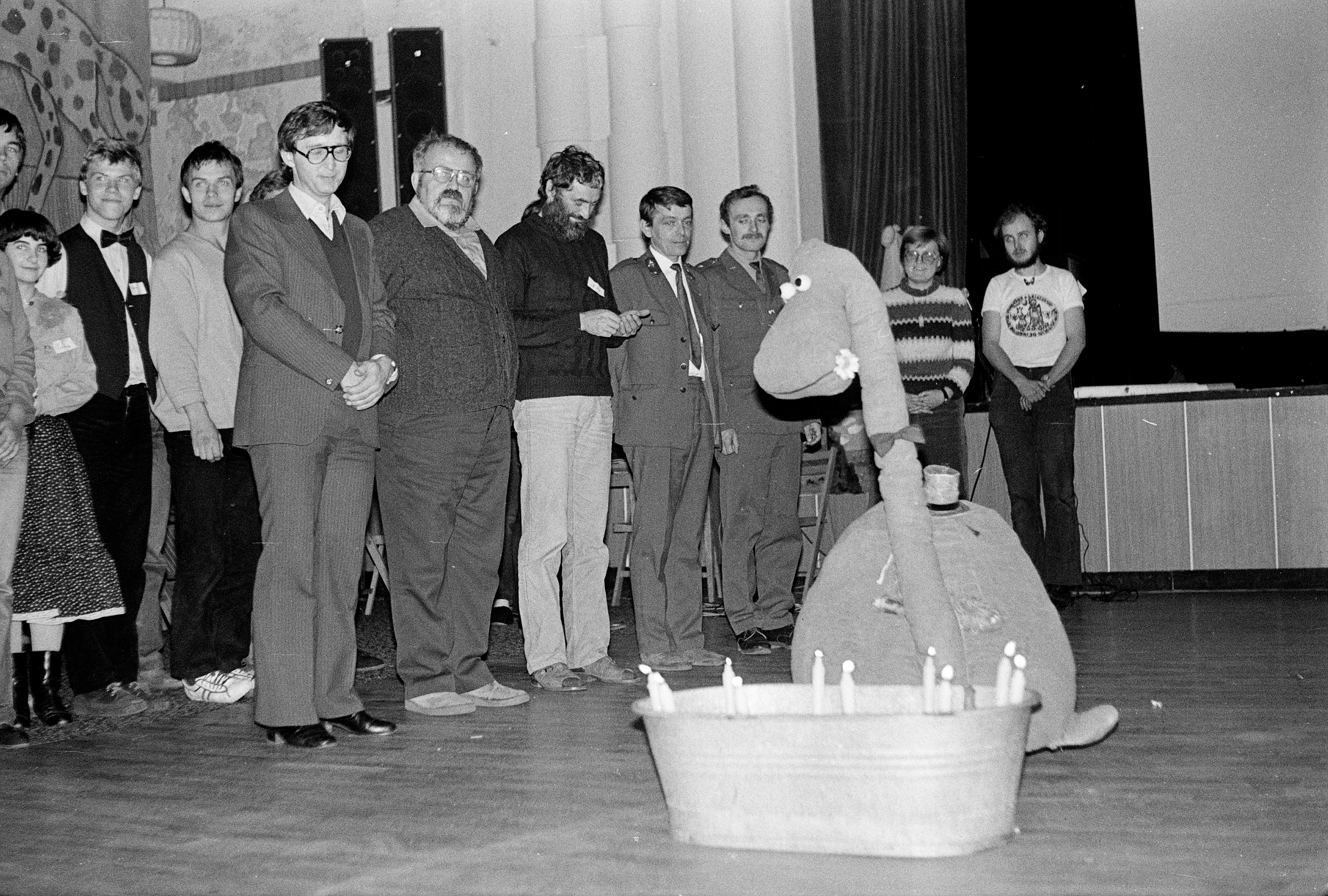
Oslavy 10 let Hnutí Brontosaurus v roce 1984

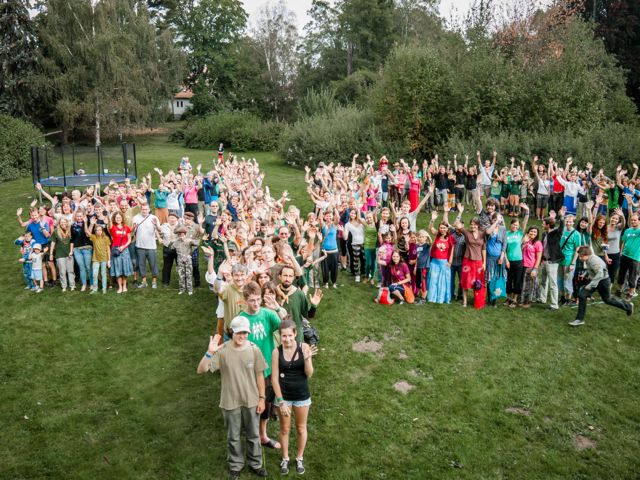
Oslavy 40 let Hnutí Brontosaurus – Dort pro Brontosaura. Telč, 19.–21. 9. 2014.

Vznik Hnutí Brontosaurus se datuje do roku 1974, který byl na konferenci OSN ve Stockholmu vyhlášen Rokem životního prostředí. Za přispění mladých pracovníků ústavu krajinné ekologie ČSAV a redakce Mladého světa s logem Vladimíra Jiránka vznikla v lednu 1974 myšlenka Akce Brontosaurus, zaměřená na pomoc přírodě. Jejím mottem bylo „Brontosaurus to nepřežil, protože přerostl své možnosti.“ Ačkoliv dnes víme, že důvod vyhynutí jurského dinosaura byl mnohem složitější, motto se uchytilo. V téže roce se konaly víkendové i prázdninové akce v terénu.
Úspěch Akce Brontosaurus předčil očekávání organizátorů, a roku 1978 byly uspořádány první Prázdniny s Brontosaurem (PSB), prázdninové tábory zaměřené na pobyt v přírodě; vše stále probíhalo pod hlavičkou SSM.
Po sametové revoluci proběhla první konference Hnutí Brontosaurus a vznikla samostatná organizace. V dalších letech probíhala diskuse o dalším směřování Hnutí, která vyústila v rozdělení Hnutí na dvě nové organizace – Hnutí Brontosaurus a Asociaci Brontosaura.
V roce 2004 oslavil Brontosaurus 30 let své existence akcí Dort pro Brontosaura, která proběhla v Telči. Léta 2009 pak proběhla obdobná oslava 35 let v Archeoskanzenu v Modré u Velehradu. V září 2014 proběhly oslavy 40 let opět v Telči. Hnutí Brontosaurus je tak nejstarší nepřetržitě působící ekologická organizace v Česku.

## Projekty Hnutí Brontosaurus

### Akce příroda
Akce příroda je dobrovolnický projekt, který spojuje víkendové akce Hnutí Brontosaurus na pomoc přírodě. Navazuje tak na starší Akci Brontosaurus, která se poprvé uskutečnila v roce 1974. Původně šlo o jednorázovou pomoc přírodě. Zájem veřejnosti však byl ohromný a přerostl v samotný vznik Hnutí Brontosaurus.
Akce se pořádají v průběhu celého školního roku, jsou určeny široké veřejnosti a spojují užitečnou práci se zážitkovým programem.
V roce 2024 Hnutí Brontosaurus pořádalo k 50 letům existence spolku osvětovou, propagační a environmentální akci Dny pro přírodu a krajinu, která se konala záměrně termínově kolem Dne země. Akce měla mediální i politický doapd. Do pořádání se zapojily i brontosauří dětské oddíly. 

### Akce památky
Akce památky je dobrovolnický projekt, který spojuje víkendové akce Hnutí Brontosaurus na pomoc památkám. Jde o novější počin Hnutí Brontosaurus (vznikl roku 1999), který je věnován kulturnímu dědictví a péči o historicky významné lokality. Jedním z nejvýraznějších projektů na obnovu památek je záchrana hradu Lukov.
Akce se pořádají v průběhu celého školního roku, jsou určeny široké veřejnosti a spojují užitečnou práci se zážitkovým programem.
Mimo manuální práci se členové hnutí snaží o záchranu památek dalšími demokratickými způsoby.

### Brontosauří dětské oddíly
Brontosauří dětské oddíly (BRĎO) si kladou za cíl probouzet v dětech kladný vztah k přírodě. Na pravidelných oddílových schůzkách, výpravách a letních táborech, které vedou kvalifikovaní vedoucí, se mohou děti seznámit s pravidly ochrany přírody skrze zážitkový program a environmentální pedagogiku.
Brontosauří dětské oddíly se od roku 1994 každoročně setkávají na jaře, aby sdílely své zkušenosti a poznávaly se mezi sebou. V roce 2024 se na akci sešlo kolem 200 účastníků.
BRĎO oddíly stejně jako starší členská základna vykonávají dobrovolnickou práci prospěšnou pro přírodu v souladu s programovými cíli a zaměřením na smysluplnost. Pravidelně tak kupříkladu kosí louky tradičním způsobem, čistí přirozené vodní toky, studánky, bourají staré oplocenky, rozvěšují ptačí budky, o které se následně starají pravidelným čištěním apod.

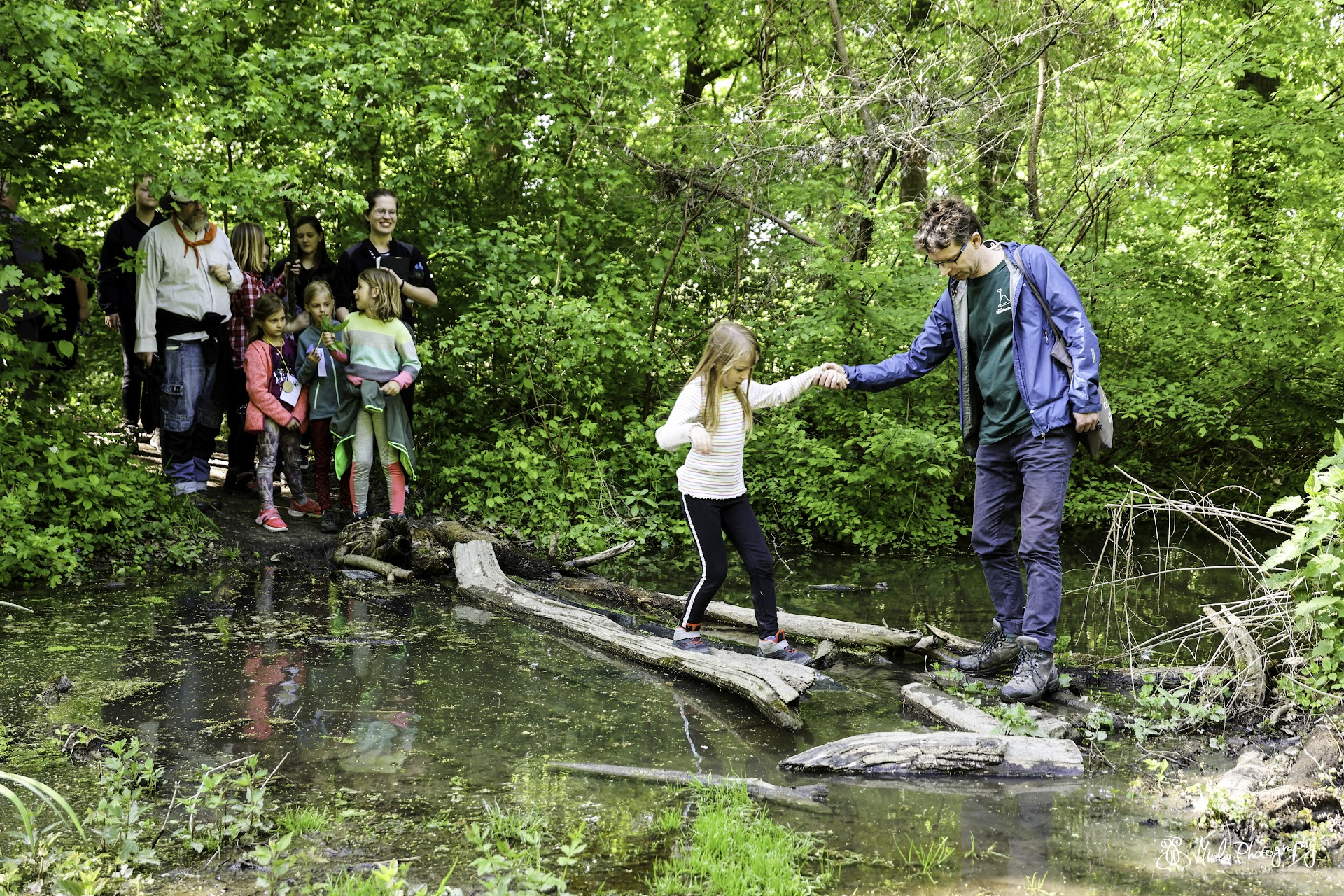
Environmentální exkurze s pozorováním divokého ptactva na Setkání BRĎO oddílů v Mikulčicích 2024

### Ekofór
Ekofór je soutěž kreslených vtipů s tematikou životného prostředí, která vznikla v roce 1979 a po Listopadu 1989 zanikla. Obnovena byla roku 2004. Výstavy Ekofóru nenajdete ve výstavních síních, ale na letních festivalech, v knihovnách a školách. Cílem akce je vtipnou formou upozornit na problematiku životního prostředí a umožnit kreslířům i návštěvníkům výstav odlišný pohled na prostředí kolem nás.

### Máme rádi přírodu
Máme rádi přírodu je výtvarná, literární a fotografická soutěž s celorepublikovým dosahem, které se ročně účastní stovky dětí z mateřských, základních a i středních škol. Tato soutěž má více než dvacetiletou tradici a obsáhla tak už několik environmentálních témat týkajících se ochrany přírody. Výherní práce je možno vidět na putovních výstavách.

### Ekostan
Ekostan je informační „stan“, který putuje po různých festivalech, veletrzích a dalších velkých akcích v ČR; nabízí pestrou paletu informací o environmentálních tématech. Návštěvníci akce tak mají možnost seznámit se se současnými problémy životního prostředí i s možnostmi jejich řešení. Mimoto tu často probíhají doprovodné akce (besedy, promítání filmů, soutěže, aj.). Chod Ekostanu zajišťuje tým školených dobrovolníků.

### Prázdniny s Brontosaurem
Prázdniny s Brontosaurem je souhrnný název táborů Hnutí Brontosaurus, pořádaných v průběhu letních prázdnin. Akce jsou obvykle určeny pro mladé lidi ve věku 15–26 let. Jejich zaměření je rozdílné, lze mezi nimi najít jak akce pro rodiče s dětmi, tak pracovní, zážitkové či putovní tábory.
Tyto akce probíhají již od roku 1987 a vedou je zkušení dobrovolní organizátoři Hnutí Brontosaurus.

### Brontosauři v Himálaji
Brontosauři v Himálaji je projekt Hnutí Brontosaurus v Malém Tibetu. Ve vesnici Mulbekh pomáhají brontosauři od roku 2006 škole Spring Dales Public School. Staví energeticky soběstačnou školní budovu, shání peníze na její provoz a podporují studenty. Každé léto ve škole vyučuje skupina českých dobrovolníků. Aktivity Hnutí Brontosaurus v Malém Tibetu veřejně podporuje 14. dalajláma.

### Akce k výročí 50 let
Brontosauři k příležitosti oslav 50 let existence pořádají putovní výstavu Příběhy nadšení, kde ukazují nejvýznamnějších počinů hnutí. Taktéž zřídili stejnojmenný podcast, kde vedou rozhovory s významnými obsobami v hnutí a pro širokou veřejnost pořádají festival dobrovolnictví v Telči nazvaný DORT. V lednu 2024 ve spolupráci s Masarykovou univerzitou v Brně uspořádali brontosauři odbornou konferenci Naděje pro Zemi.

## Organizační struktura
Ústředí Hnutí Brontosaurus je v Brně, regionální centra se nachází v Praze, Jeseníkách a na Podluží.
Pobočné spolky s vlastní právní osobností se nazývají jako základní články.

## V médiích
Velmi čtená a sledovaná rubrika spojená s Hnutím Brontosaurus existovala od roku 1974 v časopisu Mladý svět; ten ji v srpnu 2023 obnovil (pod názvem Poradny).